# Фумио Нива
Фумио Нива (на японски: 丹羽 文雄 Niwa Fumio) е японски писател, автор на произведения в жанровете драма, биография, съвременен, исторически и любовен роман.

## Биография и творчество
Фумио Нива е роден на 22 ноември 1904 г. в Йокаичи, Мие, Япония. Той е най-големият син в семейство на будиски свещеник от сектата „Чиста земя“. Израства в храма „Соген-джи“ в Йокаичи. Завършва университета „Васеда“. След дипломирането си приема свещенически сан в храма „Соген-джи“, за да може да се издържа. Две години по-късно напуска и се връща в Токио, за да преследва писателската си кариера подкрепен от приятелката си.
Първият му роман „Ayu“ е публикуван през 1932 г., последван от „Zeiniku“ през 1933 г. В ранното си творчество интерпретира теми, свързани с женския душевния свят. Интимните и любовни вълнения са теми на няколко негови творби от този му период.
В навечерието на Втората световна война неговото творчество е спорно заради описаните интимни моменти и блудство, и с избухването на войната няколко от неговите романи са забранени. По време на войната работи като военен кореспондент в Китай и Нова Гвинея. Придружава адмирал Геничи Микава на борда на флагманския кораб при битката при остров Саво на 9 август 1942 г. Ранен е при битката за остров Тулаги в хода на Кампанията Гуадалканал. Преживяванията му го вдъхновяват да пише на военни теми в романите „Kaisen“ и „Kaeranu Chutai“.
След края на войната става изключително плодовит автор на повече от 80 романа, главно любовни романи, 100 тома с разкази и 10 тома есета.
Един от най-известните му романи „Bodaiju“ (Дървото на Буда) е вдъхновена от травматичен случай от детството му, когато му е избягала с един актьор от компанията „Канзай Кабуки“.
Биографичните му романи включват петтомната биография на будиста Шинран (1173 – 1262), основател на сектата „Чиста земя“, и осемтомната биография на монаха от 15 век Реньо, починал като пилигрим на поклонение в Индия.
През 1965 г. е избран за член на Академията за изкуства на Япония, а на следващата година е избран като президент на Асоциацията на японските писателите, който пост заема в периода 1966 – 1972 г. Купува земя за гробище на писателите. Награден е с Ордена за заслуги към културата през 1977 г. и с наградата „Йомиури“.
През 1986 г. се разболява от болестта на Алцхаймер. Фумио Нива умира от пневмония на 20 април 2005 г. в Мусашино, Токио, Япония. В Общинския музей на Йокаичи на него е посветена специална експозиция.

## Произведения
частично
- Ayu, 鮎 (1932)
- Zeiniku, 贅肉 (1933)
- Kaeranu chūtai, 還らぬ中隊 (1939)
- Na no hana toki made, 菜の花時まで (1941)
- Kaisen, 海戦 (1942)
- Iyagarase no nenrei, 厭がらせの年齢 (1947)
- Hebi to hato, 蛇と鳩 ()
- Kinryōku, 禁猟区 (1953)
- Bodaiju, 菩提樹 (1956)
- Ueru tamashii, 飢える魂 (1956)
- Nichinichi no haishin, 日日の背信 (1957)
- Unga, 運河 (1958)
- Kao, 顔 (1960)
- Kenshin, 献身 (1961)
- Utsukushiki uso, 美しき嘘 (1961)
- Inochi narikeri, 命なりけり (1965)
- Mashin, 魔身 (1966)
- Ichiro, 一路 (1966)
- Higata, 干潟 (1974)
- Tamashii no tamesareru toki, 魂の試される時 (1978)
- Tōji Kikyō, 蕩児帰郷 (1979)
- Yamahada, 山肌 (1980)
- Shiki no senritsu, 四季の旋律 (1981)
- Jukai, 樹海 (1982)
- Kaihyō no oto, 解氷の音 (1983)

### Издадени в България
- Досадна възраст в „Японски разкази“, изд.: „Народна култура“, София (1973), прев. Христо Кънев

### Екранизации
- 1939 Tokyo no josei
- 1949 Ningen moyô
- 1950 Ikari no machi
- 1950 Bara kassen
- 1953 Koibumi
- 1960 Tokyo no josei
- 1961 Kenshin
- 1963 Utsukushiki uso – ТВ сериал